# Naissance en 1036
Naissance
- 1032
- 1033
- 1034
- 1035
- 1036
- 1037
- 1038
- 1039
- 1040

Cette page dresse une liste de personnalités nées au cours de l'année 1036 :
- Andronic Doukas, protovestiarios et protoproedros de l’Empire byzantin, fils du césar Jean Doukas.
- Fujiwara no Hiroko, aussi connue sous le nom Shijō no Miya (四条宮?),  impératrice consort du Japon.
- Sanche II de Castille, roi de Castille.
- Wang Shen, peintre chinois.
- Igor Yaroslavich (en), prince de Smolensk.

date incertaine (vers 1036)
- Anselme de Lucques, religieux catholique italien.